# W33
W33 foi uma linha de ogivas nucleares dos Estados Unidos da América, e estava em serviço de 1957-1992, tinha quatro variantes(Y1,Y2,Y3 e Y4), com rendimentos de 0,5 a 40 quilotons de TNT.
O W33 tinha 8 polegadas de diâmetro, 37 polegadas de comprimento e pesava 243 libras(muito pequena). ao total foram produzidas cerca de 2 000 projeteis.